# Lepus castroviejoi
Lepus castroviejoi (tên tiếng Anh: Broom hare) là một loài động vật có vú trong họ Leporidae, bộ Thỏ. Loài này được Palacios mô tả năm 1976.

## Hình ảnh

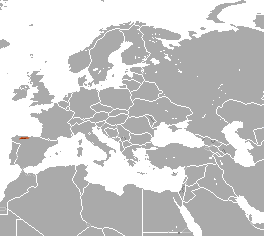